# No Use for a Name
No Use for a Name (também conhecidos pela abreviatura NUFAN, ou No Use) foi uma banda de punk rock melódico de San José, Califórnia, EUA, fundada em 1986 e constituída por Tony Sly (vocal, guitarra), Chris Rest (guitarra), Matt Riddle (baixo, vocal) e Boz Rivera (bateria). A banda terminou em 2012, com a morte repentina do vocalista Tony Sly, em 31 de julho daquele ano.
O som dos NUFAN evoluiu consideravelmente ao longo de sua carreira, começando pelo punk rock característico da zona da Baía de São Francisco, transitando depois para Hardcore melódico e, nos últimos anos de atividade, uma mistura de Pop punk com hardcore melódico.

## História
Os No Use for a Name foram fundados em Sunnyvale, Califórnia, em 1986, pelos amigos Chris Dodge (guitarra/vocal), Steve Papoutsis (baixo) e Rory Koff (bateria). Os primeiros ensaios da banda foram realizados num armazém em Sunnyvale, propriedade do pai de Koff, onde também criaram o nome da banda. Nesta fase, a banda foi liderada pelo amigo de Papoutsis, John Meyer, e aumentou o número de elementos para seis, acrescentando Ramon Gras (co-vocalista) e Doug Judd (segundo guitarrista). Em 1987, Dodge, Meyer e Judd deixaram a banda.
Foi neste momento que Tony Sly se juntou aos No Use for a Name, como guitarrista, em substituição de Judd. A banda gravou o seu primeiro trabalho no final desse ano, o single Gang Way, uma contribuição para o disco 7" duplo Turn It Around, lançado pela revista Maximum Rocknroll. Em 1988, Gras desentendeu-se com o resto da banda e abandonou-a antes de um concerto importante no Alternative Music Foundation (Berkeley) e de uma apresentação ao vivo no programa de rádio KFJC. Em apuros, a banda pediu ao ex-guitarrista Dodge (que antes dos No Use, tinha cantado em algumas bandas locais), para se juntar como vocalista, ao que ele concordou. Esta formação gravou dois EPs: No Use for a Name (Woodpecker Records) e Let 'em Out (Slap A Ham Records). Em 1989, Tony Sly assumiu as funções vocais em tempo integral, quando Chris Dodge deixou a banda novamente. O Tony imediatamente provou ser uma parte essencial da banda, por causa das suas habilidades de composição. O mesmo ajudou a banda a lançar seu primeiro álbum de estúdio Incognito (1990), produzido por Brett Gurewitz (guitarrista dos Bad Religion e fundador da Epitaph Records) e lançado pela gravadora New Red Archives (seria reeditado em 1994, pela Fat Wreck Chords).
Depois do disco Don't Miss the Train (1991), o grupo assinou com a gravadora independente Fat Wreck Chords para Daily Grind (1993). Seguiram-se os discos Leche con Carne (1994) e Making Friends (1997), este último gravado com o novo guitarrista, Chris Shiflett e o baixista Matt Riddle.
Pouco tempo depois de gravar More Betterness (1999), Shiflett saiu dos No Use para se juntar aos Foo Fighters. Foi substituído pelo ex-guitarrista dos Suicidal Tendencies, Dave Nassie. Em 2000, a banda lançou o The NRA Years e uma digressão para o promover, que resultou num álbum ao vivo, alguns meses depois (Live in a Dive). A banda voltou ao estúdio no final de 2001 e reapareceu no ano seguinte, com Hard Rock Bottom (2002). Em 2004, Tony Sly lançou o álbum Acoustic, com Joey Cape (Lagwagon) e os NUFAN lançaram Keep Them Confused no ano seguinte. O nono e último álbum de estúdio dos No Use, The Feel Good Record of the Year, foi gravado no estúdio Blasting Room com o produtor Bill Stevenson e lançado em abril de 2008. Pouco tempo depois, Nassie abandonou a banda, sendo substituído pelo guitarrista dos Lagwagon, Chris Rest. Koff também saiu, sendo a bateria assumida por Boz Rivera.

### Morte de Tony Sly
Na noite de 31 de julho de 2012, Tony Sly faleceu inesperadamente em casa, durante o sono, aos 41 anos de idade. No dia 1 de agosto de 2012 foi divulgado um comunicado pela gravadora Fat Wreck Chords. A nota dizia: "É com grande pesar que nos despedimos de Tony Sly, dos No Use For A Name. Nós recebemos uma chamada hoje cedo sobre sua morte, e estamos arrasados. Perdemos um incrível talento, amigo e pai - um dos grandes." Fat Mike [líder dos NOFX e dono do gravadora] referiu ainda: "Um dos meus melhores amigos e compositores favoritos partiu muito cedo. Tony, vamos sentir a tua falta."
Em 8 de setembro de 2012, os membros sobreviventes dos No Use for a Name atuaram no festival Envol et Macadam, em Quebec City, em homenagem a Sly. No final do concerto, o baixista Matt Riddle anunciou que "não fazia sentido continuar sem o Tony", e que a banda iria terminar.
Em 2017, a Fat Wreck Chords Lançou Rarities, vol. 1: The Covers, um álbum de covers dos NUFAN, de bandas como Misfits, Sublime, Social Distortion, Kiss e Cheap Trick.

## Integrantes

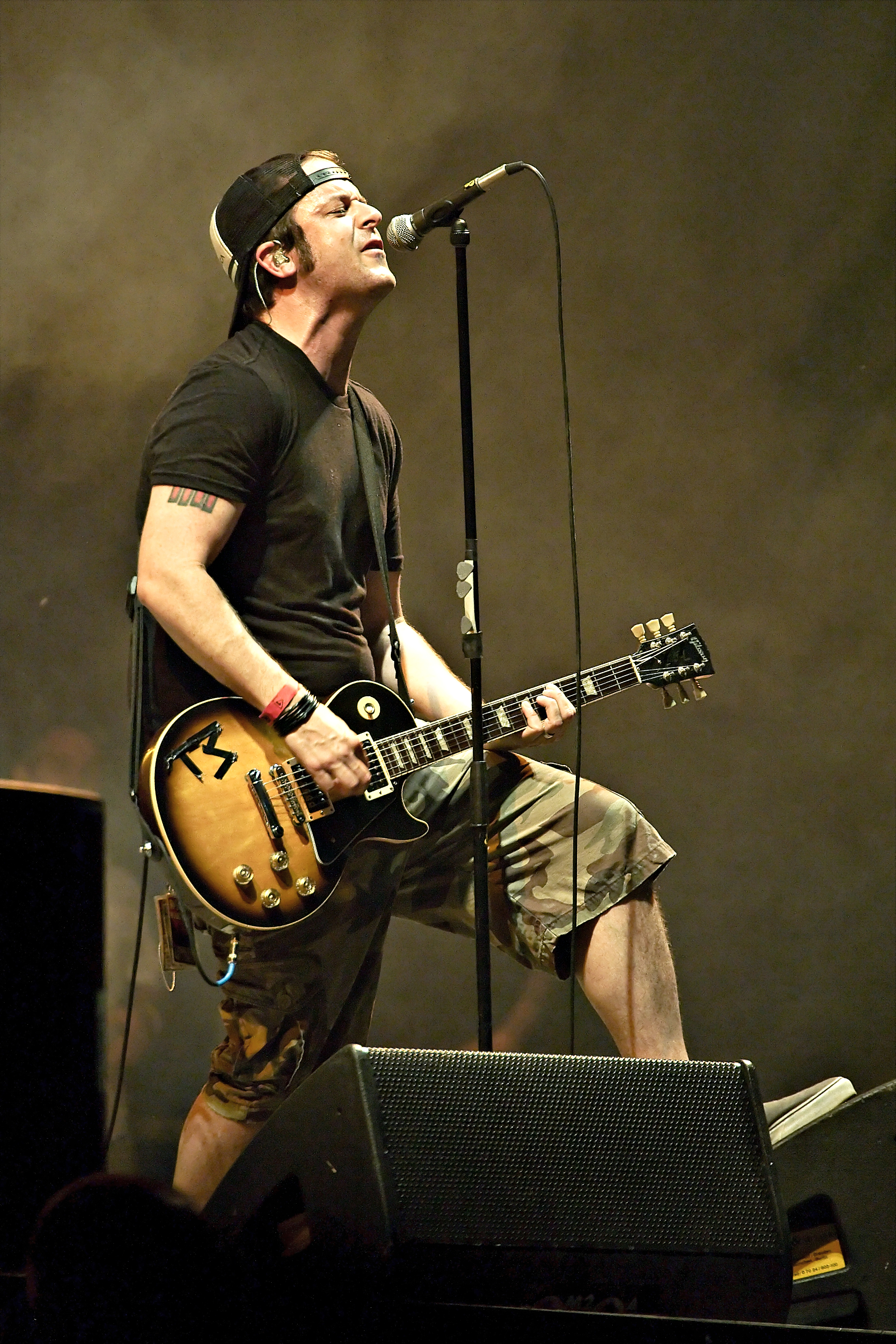
Tony Sly

### Formação final
- Tony Sly - vocal, guitarra
- Chris Rest - guitarra
- Matt Riddle - baixo, vocal
- Boz Rivera - bateria

### Formações anteriores
- Chris Shiflett - guitarra
- Dave Nassie - guitarra
- Rory Koff - bateria

## Discografia
- Incognito (New Red Archives, 1990. Relançado pela Fat Wreck Chords em 2001)[10]
- Don't Miss the Train (New Red Archives, 1991. Relançado Fat Wreck Chords, 2001)[11]
- The Daily Grind (Fat Wreck Chords, 1993)[12]
- Leche Con Carne (Fat Wreck Chords, 1995)[13]
- Making Friends (Fat Wreck Chords, 1997)[14]
- More Betterness! (Fat Wreck Chords, 1999)[15]
- NRA Years (Golf, 2000)[17]
- Live in a Dive (Fat Wreck Chords, 2001)[18]
- Hard Rock Bottom (Fat Wreck Chords, 2002)[19]
- Keep Them Confused (Fat Wreck Chords, 2005)[21]
- All the Best Songs (Fat Wreck Chords, 2007)[32]
- The Feel Good Record of the Year (Fat Wreck Chords, 2008)[22]